# Auersbach (Gemeinde Mürzzuschlag)
Auersbach ist eine Ortschaft und eine Katastralgemeinde der Stadtgemeinde Mürzzuschlag im Bezirk Bruck-Mürzzuschlag in der Steiermark. Die Ortschaft hat 117 Einwohner (1. Jänner 2024).
Auersbach war bis Ende 2014 Teil der damaligen Gemeinde Ganz. Im Rahmen der Gemeindestrukturreform in der Steiermark wurde Ganz ab 1. Jänner 2015 mit der Gemeinde Mürzzuschlag zusammengeschlossen. Grundlage dafür war das Steiermärkische Gemeindestrukturreformgesetz – StGsrG.
Die Rotte befindet sich südlich von Mürzzuschlag am Nordabhang der Fischbacher Alpen zwischen der Amundsenhöhe (1666 m ü. A.) und dem Stuhleck (1782 m ü. A.). Auf dem nördlichen Abhang der Pretulalpe liegen Teile des Windparks Pretul.

## Geschichte
Das früheste Schriftzeugnis ist von 1333 und lautet „Awersbach“. Der Name geht auf slawisch Avorъ (Ahorn) zurück.

## Siedlungsentwicklung
Zum Jahreswechsel 1979/1980 befanden sich in der Katastralgemeinde Auersbach insgesamt 46 Bauflächen mit 34.124 m² und 31 Gärten auf 34.915 m², 1989/1990 gab es 44 Bauflächen. 1999/2000 war die Zahl der Bauflächen auf 100 angewachsen und 2009/2010 bestanden 85 Gebäude auf 133 Bauflächen.

## Bodennutzung
Die Katastralgemeinde ist forstwirtschaftlich geprägt. 189 Hektar wurden zum Jahreswechsel 1979/1980 landwirtschaftlich genutzt und 717 Hektar waren forstwirtschaftlich geführte Waldflächen. 1999/2000 wurde auf 179 Hektar Landwirtschaft betrieben und 716 Hektar waren als forstwirtschaftlich genutzte Flächen ausgewiesen. Ende 2018 waren 161 Hektar als landwirtschaftliche Flächen genutzt und Forstwirtschaft wurde auf 711 Hektar betrieben. Die durchschnittliche Bodenklimazahl von Auersbach beträgt 24 (Stand 2010).